# Минка (Тверская область)
Минка — деревня в Максатихинском районе Тверской области. Входит в состав Зареченского сельского поселения.

## География
Находится в северо-восточной части Тверской области на расстоянии приблизительно 14 км по прямой на юго-запад от районного центра поселка Максатиха.

## История
Деревня была отмечена еще на карте Менде (состояние местности на 1848 год). В 1859 году здесь (тогда деревня Вышневолоцкого уезда Тверской губернии) было учтено 4 двора, в 1940 — 10. До 2014 года входила в Кострецкое сельское поселение до его упразднения.

## Население
Численность населения: 25 человек (1859 год), 13 (русские 100 %) в 2002 году, 8 в 2010.